# 妙日寺
妙日寺（みょうにちじ）は、静岡県袋井市広岡にある日蓮宗の寺院。山号は貫名山。旧本山は身延山久遠寺、鏡師法縁(善学会)。遠州七不思議のひとつ片葉の葦や柳生宗矩が寄進した五輪塔で知られる。

## 歴史
正慶元年（1332年）8月14日に身延山久遠寺4世日善を開山に、貫名重忠の邸宅跡に創建された。貫名氏は日蓮の先祖で井伊氏の分家である。
日蓮の父・貫名重忠の姓を山号にし、法号の妙日を寺号として、貫名山妙日寺とされた。

## 文化財

### 町指定文化財
- 妙日尊儀妙蓮尊儀供養塔[4] - 柳生宗矩が寄進した日蓮の両親の供養塔[5]。

## 片葉の葦
遠州七不思議のひとつで、茎の片側だけにしか葉が茂らない葦である。口伝によると寿永年間に熊谷直実の馬が葦の片側の葉のみを食べ尽くして以来、片葉の葦が繁殖するようになったという。
片葉の葦は全国にあり、本所七不思議のひとつの片葉の葦や越後七不思議の片葉の芦がある。地形や水流などの影響で、片葉になるという。

## 参考資料
- 日蓮宗寺院大鑑編集委員会『宗祖第七百遠忌記念出版 日蓮宗寺院大鑑』大本山池上本門寺 (1981年)
- 市川智康『日蓮聖人の歩まれた道』水書房